# All Fear the Freak
Chapter 26: All Fear the Freak (Capítulo 26: El Fenómeno de Cueva Cristal en América Latina, y El Terror del Freak en España), es el vigésimo sexto episodio de la serie de televisión animada Scooby-Doo! Misterios, S. A. y el final de la primera temporada.
El guion principal fue elaborado por Mitch Watson, bajo una idea original sugerida por Peter Roth, presidente ejecutivo de Warner Bros. Television. Joey Mason se encargó de dibujar el guion gráfico y Victor Cook estuvo a cargo de la dirección general. El episodio fue producido por la compañía Warner Bros. Animation y constituye un giro trascendental en la vida de los protagonistas que evolucionan y se ven afectados por primera vez. La serie fue creada a manera de secuela de la serie original de Hanna-Barbera Productions, Scooby-Doo ¿dónde estás? (1969).
El final de temporada se estrenó oficialmente en los Estados Unidos el 26 de julio de 2011 por Cartoon Network. En Hispanoamérica y Brasil, el episodio debutó el 4 de septiembre de 2011 a las 17:00 a través de Cartoon Network.

## Argumento
El episodio inicia con un nuevo flashback que nos lleva 2 décadas en el pasado. Hace 20 años, la pandilla original de Misterios S. A. se adentra en una antigua iglesia española siguiendo las indicaciones del Profesor Pericles, en busca de las piezas del disco planisférico. En las cuevas bajo la ciudad, encuentran una enorme pila de esqueletos y huesos en cuya cima se halla un cofre, con trampas preparadas para todo aquel que intente abrirlo. El profesor Pericles utiliza el medallón de Judy para abrir el cofre que contiene una pieza del disco planisférico. En el momento que Pericles la toma, éste accidentalmente activa una nueva trampa que inunda la cueva completamente, forzando a la pandilla a escapar. En medio del caos, Pericles pierde el medallón de Judy pero logra salvar la pieza del disco. Al poco tiempo de salir ilesos, Pericles le arrebata la pieza del disco a Judy mostrándose interesado por encontrar el paradero del tesoro, pero justo en ese momento aparece el fenómeno de Gruta de cristal. Pericles lo mira a los ojos y exclama «¡Tú!»
En el presente, Vilma le envía un mensaje a toda la pandilla para reunirse a la medianoche. Antes de salir, Fred sorprende a su padre frente al fuego, contemplando la fotografía de su madre con una mirada de melancolía. El alcalde al principio le grita por asustarlo, pero luego, viendo que Fred solamente venía a desearle buenas noches, el hombre le dice a su hijo que realmente lo quiere mucho, sin importar su obsesión con los misterios. Al anochecer, la pandilla se reúne en el ayuntamiento de la ciudad, para revisar la oficina del alcalde con ayuda de las llaves aportadas por Fred, quien cree en la inocencia de su padre y se siente culpable por estarlo investigando como si fuera un criminal. Daphne lo apoya juzgando a Vilma por haberles ocultado la identidad de Angel Dynamita/Cassidy Williams, mostrando que los chicos aún no han superado el silencio que guardó la pequeña.
Queriendo acabar de una vez con todo, Fred lidera a sus amigos al despacho de su padre el alcalde. Mientras los demás investigan, Fred encuentra un retrato de su madre similar al que está en la sala de su casa. Vilma descubre un cajón secreto que por accidente destruye el cuadro de la Sra. Jones, el cual tiene algo impreso en su reverso, Fred decide guardar el retrato para investigarlo después. El documento que esconde el cajón es un pergamino del disco planisférico (el que Angel y sus amigos hallaron en la iglesia) con una copia de la pieza que Pericles le robó al alcalde. Con dichas pruebas frente a sus ojos, Fred se sigue negando a creer que su padre tenga algo que ver con el mapa, pero sus explicaciones son interrumpidas por un ruido al otro lado del pasillo. Sombras siniestras se transfiguran y desaparecen por las paredes y, cuando los chicos llegan al final del pasillo, son interceptados y atacados por una criatura demoníaca con cuernos: el fenómeno que atacó a los Misterios S. A. originales. Cuando logran escapar, son arrestados por el Sheriff Stone, quien los lleva a donde empezaron: la cárcel.
En la comisaría de Gruta de Cristal los esperan sus padres, que empiezan a preguntarse por qué sus hijos actúan de esa manera y se culpan unos a otros por permitirles todo y darles dinero cuando deberían trabajar. El alcalde decide no levantar cargos contra los chicos y los deja libres, pero se muestra decepcionado de lo que ha hecho Fred. Molestos por las acciones de su hija, los Blake le prohíben a Daphne volver a ver a Fred. Desesperada, Daphne le grita a sus padres el compromiso que tiene con Fred, ante la sorpresa de todos los presentes. Daphne insiste en que no los pueden separar, pues Fred y ella tienen planeado casarse luego de graduarse de la universidad, pero todos se niegan a escuchar, gritando que Misterios S. A. se acabó y separando a los chicos. Antes de que los Rogers y los Dinkley se lleven a sus hijos, Fred le pide a Shaggy y a Scooby proteger la pieza y a Vilma las cosas que recientemente descubrieron.
En la residencia Rogers, los padres de Shaggy los mandan a su cuarto sin cenar y consideran usar medios más drásticos. Arriba, los mejores amigos Shaggy y Scooby buscan la pieza que ocultaron en su refrigerador secreto debajo de la cama de Shaggy, y se disponen a comer un bocadillo mientras la vigilan. Pero el fenómeno aparece en el cuarto y ambos se ven obligados a escapar por la ventana. Cuando salen corriendo por la calle, Ed Machine (el agente del Señor E) aparece para salvarlos en el último momento.
Reunidos otra vez en la estación K-Ghoul, Ed Machine le ordena a Angel Dynamita esconder a los chicos en la estación por unos días, siguiendo las órdenes del Señor E, con quien Angel tuvo que aliarse para mantenerse a salvo, pues ella y él son los únicos en el pueblo que han luchado contra el fenómeno y conocen su identidad. Pese a haber sido traídos por la fuerza, los chicos pretenden estar de acuerdo y confiar en Angel, hasta que Fred la encierra en la cabina alegando que los adultos del pueblo ya han hecho demasiado daño, y que ahora ellos terminarán esto por su cuenta. Angel, desesperada, les grita que por favor no se vayan, porque la maldición los destruirá como destruyó a sus amigos, pero Fred no la escucha y parte con la pandilla y todas sus cosas en la Máquina del Misterio, sin que nadie sepa a dónde se dirigen. Ed Machine entra a su casa dejando olvidado su celular en el auto, ignorando que Angel lo estaba llamando para que regrese y detenga a los chicos. Al entrar a su habitación, Ed es sorprendido por Pericles, quien quiere enviarle un mensaje al Señor E, refiriéndose a él como Ricky. Pero el agente se niega a traicionar a su jefe y le grita al perico que salga de su casa, sin entender el siniestro significado del mensaje de Pericles. Con una sonrisa macabra en su rostro, el perico se dispone a ejecutar un acto horrible: 

«¡Ah, querido Ed, no me entendiste! ¡No quiero... decir... nada!»

 Y con estas palabras, Pericles se abalanza sobre Ed Machine y lo asesina a sangre fría, dejando el cadáver como advertencia al Señor E para que no siga interfiriendo con sus planes. Hecho esto, Pericles vuela de la mansión y se dirige a buscar el resto de piezas del tan ansiado disco planisférico, como si nada hubiese ocurrido.
Dispuesto a resolver el misterio de una vez por todas, Fred lidera a sus amigos a donde el misterio comenzó: la antigua iglesia española en cuyos pasajes se internaron los Misterios S. A. originales. Usando el pasaje secreto de la iglesia, los chicos descienden a las cuevas que están bajo la ciudad y que llevan al océano, siguiendo los pasos de sus predecesores. Daphne descubre que Fred lleva consigo la foto de su mamá que está en su casa, pero cuando le pregunta el motivo, Fred se niega a responder. Al llegar, Vilma aplica una teoría en la que había estado trabajando: replantea los cálculos de Pericles para hallar la próxima pieza, revelando que el mismo profesor Pericles creó las coordenadas del pergamino para encontrarla, ya que él localizó el sitio sin tener ninguna pieza. Dejando pasar luz a través de las 6 piezas y moviéndolas, los chicos hallan las coordenadas exactas para encontrar la locación. Cargando números que coinciden con los del pergamino en el GPS de Vilma, los chicos son llevados al cofre que los Misterios S. A. originales encontraron hace 20 años, el cual está vacío. Antes de poder descubrir por qué, aparece el profesor Pericles dispuesto a quitarle a la pandilla la pieza del disco planisférico, que, según dice, lleva a un tesoro más allá de lo imaginable, un tesoro que muchos han muerto por encontrar. Pero es el fenómeno quien aparece de sorpresa, deja fuera de combate al perico con cloroformo, y roba la pieza que Vilma tenía, haciendo caer sus anteojos. Fred activa la trampa antigua usada por los Misterios S. A. originales, que inunda la cueva por completo y sumerge a todos. Al salir del agua y respirando con dificultad, los chicos ven al fenómeno huyendo del lugar. Fred ignora las advertencias de sus amigos y sale tras él, llegando a atraparlo al borde de los abismos que rodean el mar.
Pero justo en ese momento, el acantilado en donde Fred está parado empieza a derrumbarse, y el muchacho queda colgando del precipicio, sin que ninguno de sus amigos pueda llegar a rescatarlo por la inestabilidad del lugar. Fred no puede sostenerse y está al borde de la muerte, hasta que es milagrosamente salvado por el fenómeno. Fred aprovecha la situación para abalanzarse sobre el monstruo, dándole tiempo al Sheriff Stone para esposarlo y dejarlo fuera de combate en el suelo. A la iglesia llega Angel Dynamita, los padres de la pandilla y muchos policías, que habían sido alertados de la desaparición de los chicos, y llevados al lugar por la misma Angel. El sheriff pregunta por la identidad de la criatura, y Fred ya sabe quién es. Ante todos, Fred revela que el fenómeno de Gruta de Cristal... es ¡Su propio padre, el alcalde Frederick Jones!, sorprendido y desconcertado, el alcalde le pregunta a Fred cómo lo descubrió. El muchacho le revela que descubrió que las fotografías de su madre, no eran otra cosa que recortes de una revista, con la fecha en la que Fred nació, o la que el alcalde dice que fue el día en que nació, impresa en el reverso. Aun así, Fred necesita saber el por qué, y le pregunta a su padre las motivaciones del engaño.
El alcalde confiesa que sus intenciones no eran más que apoderarse del tesoro maldito de Gruta de cristal; la búsqueda de toda su vida. Durante años oyó hablar de la maldición y del tesoro encantado; por eso había venido a Gruta de Cristal. Le habían aceptado en el departamento de historia de la universidad Darrow, donde descubrió en los archivos la historia de los conquistadores que desaparecieron. Cegado por la ambición, decidió crear un disfraz de fenómeno y comenzar su búsqueda del disco planisférico que lo llevaría al tesoro, sin que nadie sospechara. Su búsqueda terminó cuando conoció a los Misterios S. A. originales, que llegaron a la biblioteca buscando información. En ese entonces habían descubierto el mapa del tesoro sin saber a ciencia cierta qué era realmente, con excepción del profesor Pericles, el miembro más listo de la pandilla. A cambio de compartir información, Pericles estaba dispuesto a traicionar a sus amigos para encontrar el tesoro, por lo que hizo un pacto con el alcalde a espaldas de la pandilla. De esa forma, impulsados por la avaricia pura, ambos engañaron a los chicos con documentos falsos que inculpaban a sus padres en varios delitos, y los obligaron bajo amenazas a dejar la ciudad y no regresar nunca más. Los chicos, por su inocencia y juventud, se dejaron chantajear y huyeron del pueblo, sin saber la verdadera identidad del fenómeno. Con la pandilla fuera de su camino, Jones traicionó a Pericles, pues él tenía una pieza faltante y tenía que deshacerse de él. Así que llamó a la policía, culpándolo de la desaparición de los chicos, y logró que lo llevaran a donde pertenecía: una jaula. Convertirse en alcalde lo ayudó a seguir buscando las piezas, hasta que Fred se entrometió en su vida, obligándole a ponerse nuevamente el disfraz e impedir que él y sus amigos descubrieran la verdad,(siendo esta la razón por la que no le gustaba que Fred y sus amigos resuelvan misterios) 
«Aun así no explica lo de mi madre», dice Fred, «quiero saber dónde está». El alcalde admite que no sabe sobre su paradero, pero asume que seguro ella sigue con Brad Chiles. Al mirar su medallón, Daphne comprende entonces que la verdadera madre de Fred no es otra que Judy Reeves, lo cual quiere decir que... ¡Brad Chiles es el verdadero padre de Fred!
El alcalde lo confirma: Dos años después que se fueron, Brad Chiles había intentado volver a Gruta de Cristal para formar una familia, creyendo que la amenaza del fenómeno ya había terminado. Para entonces, él y Judy se habían casado y habían tenido un hijo varón, a quien llamaron Fred. Buscando detenerlos a toda costa, el alcalde tomó a Fred y les dijo que lo mantendría a salvo, siempre y cuando ellos no regresaran jamás. Así, el alcalde crio a Fred como su hijo en un intento por extorsionar a sus verdaderos padres y mantenerlos alejados del tesoro. Con lágrimas en los ojos, el sheriff Stone se ve obligado a arrestar al alcalde.
Descubriendo el secreto más oscuro de su vida, Fred se da cuenta de que todo este tiempo su supuesto padre lo utilizó y manipuló, todo por un tesoro que tal vez no exista. Daphne corre a abrazarlo, diciéndole que superarán esta desgracia y encontrarán a sus verdaderos padres juntos, pero Fred ya no le cree; ya no cree en el amor o en la amistad, pues piensa que nada de lo que ha vivido es real. Tomando una drástica decisión, Fred decide buscar a sus verdaderos padres por su cuenta y cancela su compromiso con Daphne, diciendo que se irá de la ciudad esa misma noche. Con el corazón roto, Daphne le pregunta qué será del grupo sin él, pero Fred exclama, con frialdad: «¡Misterios S. A. está muerto!». Y con estas palabras, un devastado Fred abandona Gruta de Cristal en busca de sus verdaderos padres, dejando atrás a sus mejores amigos y al amor de su vida en un mar de lágrimas.
Una desesperada Daphne le suplica a Shaggy y a Scooby detener a Fred, pero son interrumpidos por los Rogers, quienes les revelan que tienen planeado asentarlos de Gruta de Cristal, enviando a Shaggy a una academia militar y a Scooby a una granja, separándolos para siempre. Entre lágrimas y lamentos, Daphne culpa de todo a Vilma, alegando que de haber sabido ellos antes lo de Angel Dynamita las cosas serían diferentes, y se aleja llorando. Vilma, entristecida por haberse quedado sin amor y sin amigos, es llevada a casa de sus padres.
En el auto de sus padres, Shaggy se rehúsa a ir a la escuela militar, mientras Scooby lamenta la separación de sus amigos. Con la pandilla destruida de un modo peor que la original, Pericles aparece ante Scooby, burlándose de la situación, y revelándole que tiene la pieza del alcalde y solo le faltan 4 de las 6 piezas para encontrar el tesoro. Con un «Nos veremos de nuevo» y una risa malévola, Pericles escapa del gran danés. Furioso por los recientes eventos, Scooby-Doo jura que las cosas aún no han terminado: 

«¡Voy a reunir a los chicos otra vez, Pericles! ¡E iremos por ti, o mi nombre deja de ser, Scooby-Dooby-Doo!».